# San Vittorino (zona di Roma)

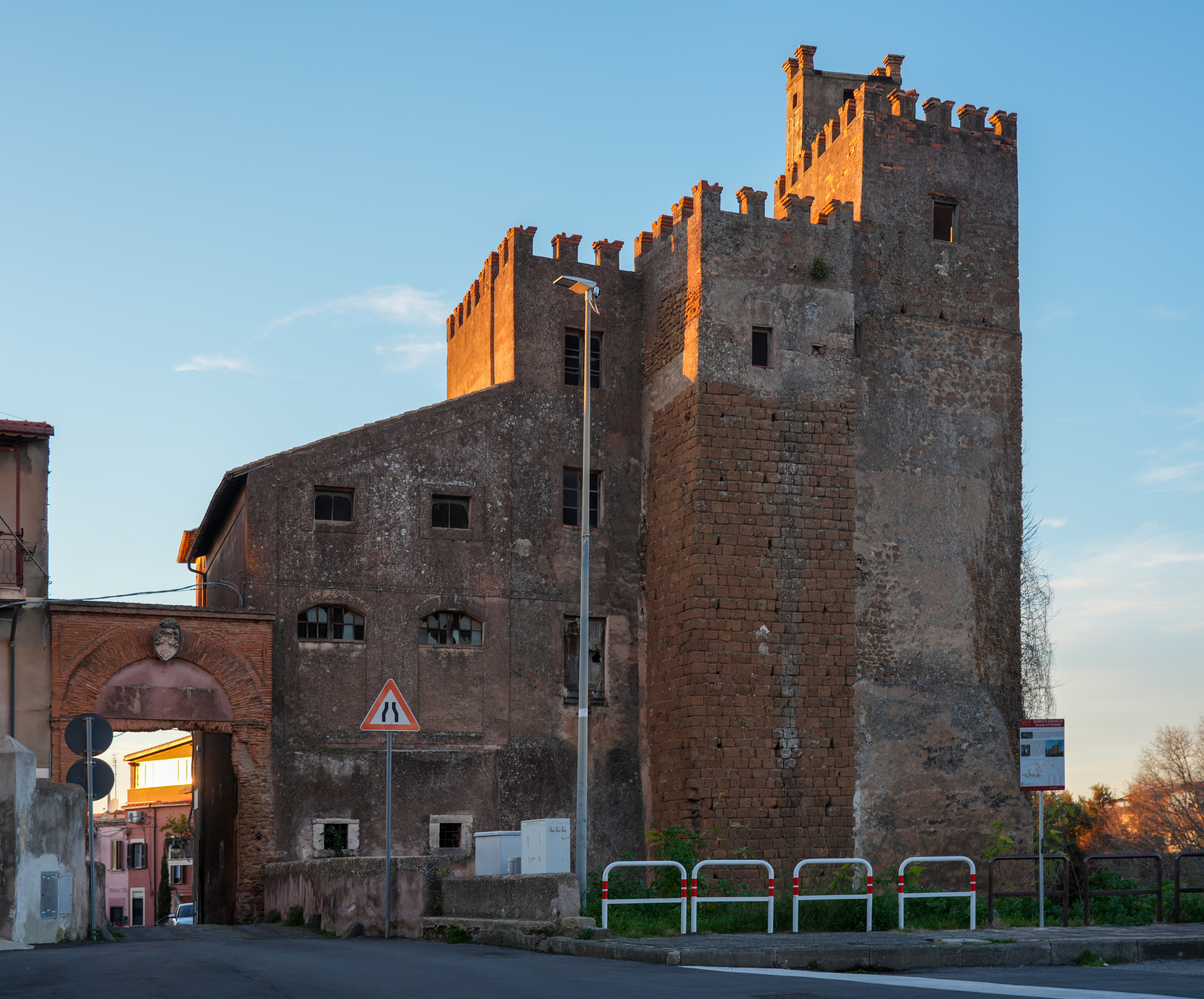
Il castello Barberini

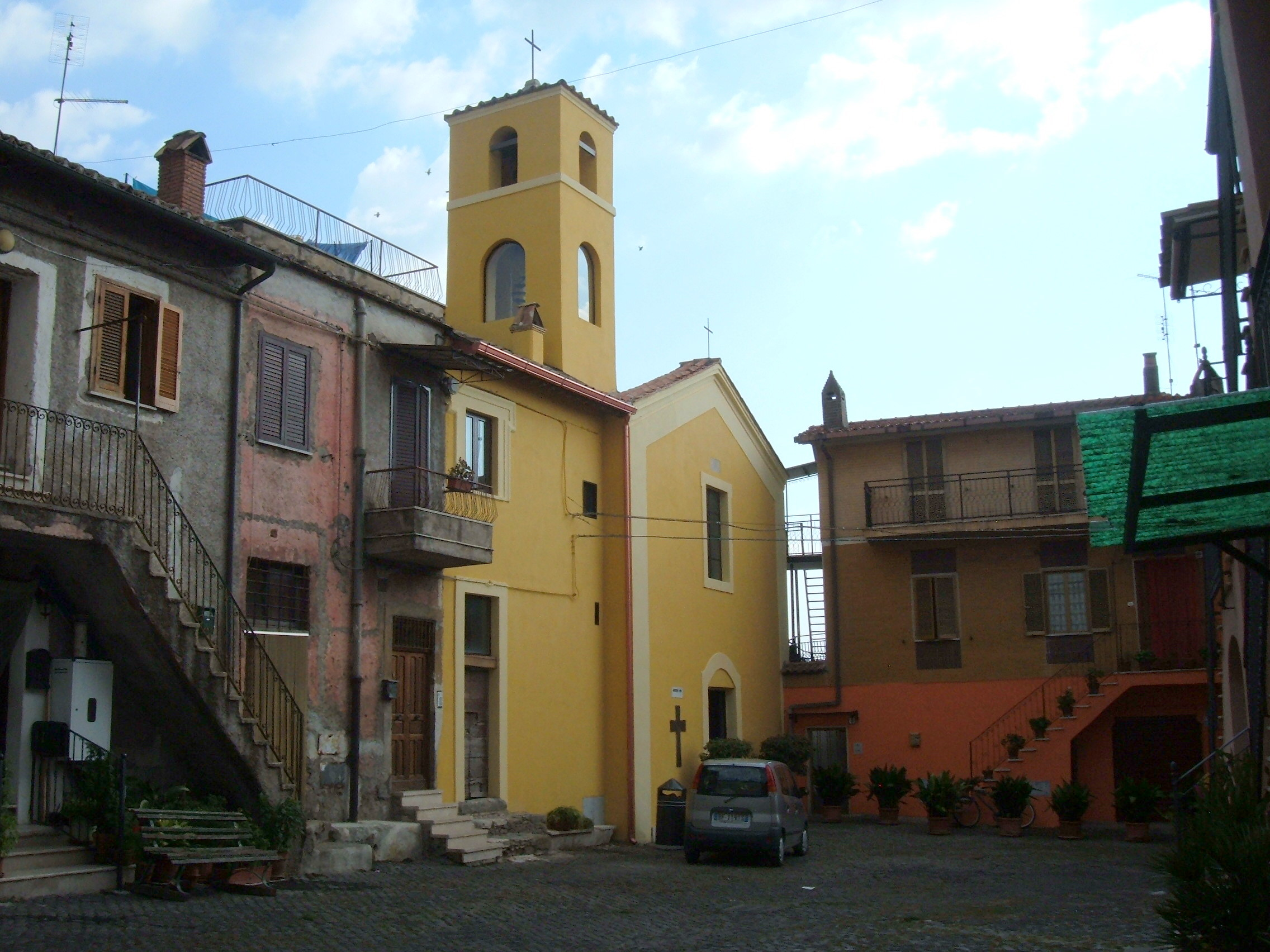
La chiesa di San Vittorino e la piazza del Castello Barberini

San Vittorino (detta anche San Vittorino Romano) è l'undicesima zona di Roma nell'Agro romano, indicata con Z. XI.
Il toponimo indica anche una frazione di Roma Capitale e la zona urbanistica 8H del Municipio Roma VI.

## Geografia fisica

### Territorio
È la zona più orientale del comune di Roma.
La borgata di San Vittorino, che prende il nome dal santo omonimo vescovo e martire, sorge su un costone tufaceo delimitato da due valli adiacenti sorte dalla perenne erosione di due piccoli torrenti; è un'area di olivi e boschi selvatici, situata a circa 30 km dal centro della capitale, a 150 metri s.l.m.
La zona confina:
- a nord con i comuni di Tivoli, San Gregorio da Sàssola e Poli
- a est con il comune di Castel San Pietro Romano
- a sud con i comuni di Palestrina, Gallicano nel Lazio, Zagarolo e Monte Compatri
- a ovest con la zona Z. X Lunghezza[1]

La zona urbanistica ha i medesimi confini della zona toponomastica, con la particolarità che si estende anche sulla zona toponomastica di Lunghezza.

## Storia
Posseduto dall'abbazia di San Paolo fuori le mura sin dal secolo XI, passò con Corcolle e Passerano nel 1430 quando papa Martino V ne autorizzò la cessione ai Colonna passando poi ad altre famiglie, tra le quali i Barberini e i Colonna Barberini di Sciarra che la tennero per tutto il secolo XIX insieme alle tenute limitrofe di Corcolle e San Giovanni in Camporazio.
Nel Medioevo risultava l'edificazione di una chiesa dedicata al Santo Vittorino sull'antico Fundum Balbinianum, posto non molto distante da Ponte Lucano. Tra le più antiche testimonianze medievali vi è la notizia che dapprima fu la Chiesa di Tivoli a possedere alcuni beni presenti nell'area, poi che nel fondo era stato costruito un casale appartenente al Monastero dei SS. Alessio e Bonifacio sull'Aventino e, infine, pochi anni dopo, tra la fine del X secolo e la prima metà dell’XI che, a seguito di nuove circostanze politiche ed economiche, il casale di San Vittorino era stato trasformato in castello e consegnato dall'imperatore Enrico II (978-1024) al monastero di S. Paolo Fuori Le Mura di Roma. Il castello condivideva con altri tre fortilizi (i Castelli dell'Osa, di Corcolle e di Passerano) la tipologia del luogo di edificazione, avvenuta su un banco di tufo isolato e con una fondazione avvenuta successivamente alla costruzione di una chiesa. Attorno alla chiesa e al castello si stabilì una comunità molto bene organizzata per la gestione dei territori circostanti sul sistema feudale della curtes con edifici rustici, ricoveri per animali, abitazioni per i coloni e mulini, che tra San Vittorino e Corcolle erano in gran numero. Il fondo era segnato da linee di confine che andavano dal fiume che scorreva sotto Ponte Lucano fino al bosco di S. Giovanni e al vallone con Ponte Lupo nella Tenuta di San Giovanni in Camporazio; poi dall'Osteria delle Capannelle al torrente dell'Acqua Puzza. Nei catasti delle tenute dell'Agro romano, dopo diversi passaggi di proprietà, la Tenuta di S. Vittorino fu tracciata di pertinenza del Principe Barberini e confinante colle tenute di S. Giovanni in Camporazio, Corcolle, San Gregorio da Sàssola, Tivoli e Gallicano e descritta come ricca di vigne, aree boschive e colture.
Nel 2011 la zona di Giardini di Corcolle-Corcolle-San Vittorino venne individuata, insieme al sito di Quadro Alto nel comune di Riano, come possibile nuovo sito della discarica di Roma, in sostituzione dello storico sito di Malagrotta, successivamente alla sua definitiva chiusura, inizialmente decretata per il 31 dicembre 2011, poi avvenuta ufficialmente il 1º ottobre 2013. Un movimento di associazioni e semplici cittadini, portò ad un acceso dibattito sulla tutela integrale del luogo, ricco di memorie storico-archeologiche, paesaggistiche e naturalistiche, con riflessi nazionali e internazionali. Questo determinò l'intervento della Sovrintendenza. Le associazioni continuano il percorso per l'istituzione di un parco nazionale che tuteli queste valli uniche confinanti con Villa Adriana, definitivamente.

## Monumenti e luoghi d'interesse

### Architetture civili
- Castello di Corcolle, su via Zagarolese. Castello dell'XI secolo. 41.914357°N 12.76233°E

Edificato nel 1074 sui resti dell'antico Castello Corcotulanon, di proprietà prima dei Colonna, poi dei Barberini e per breve tempo dei Corsini.
- Castrum Castiglionis a Gabii, fortificazione medioevale. 41.896618°N 12.718974°E
- Torre del Castrum Castiglionis di Gabii, torre medioevale. 41.896933°N 12.718625°E
- Torre presso il Campanile di San Primo a Gabii, torre medioevale. 41.887071°N 12.721422°E
- Casale del Castiglione, su via Valle Castiglione. Casali del XVI secolo. 41.897673°N 12.717789°E
- Casale dei Pescatori, su via Prenestina. Casale del XVI secolo. 41.888612°N 12.705158°E
- Castello Barberini, sulla piazza del Castello Barberini. Castello del XVII secolo. 41.914386°N 12.788485°E
- Casale di San Vittorino, su via di San Vittorino. Casale del XVIII secolo. 41.915891°N 12.786905°E

### Architetture religiose

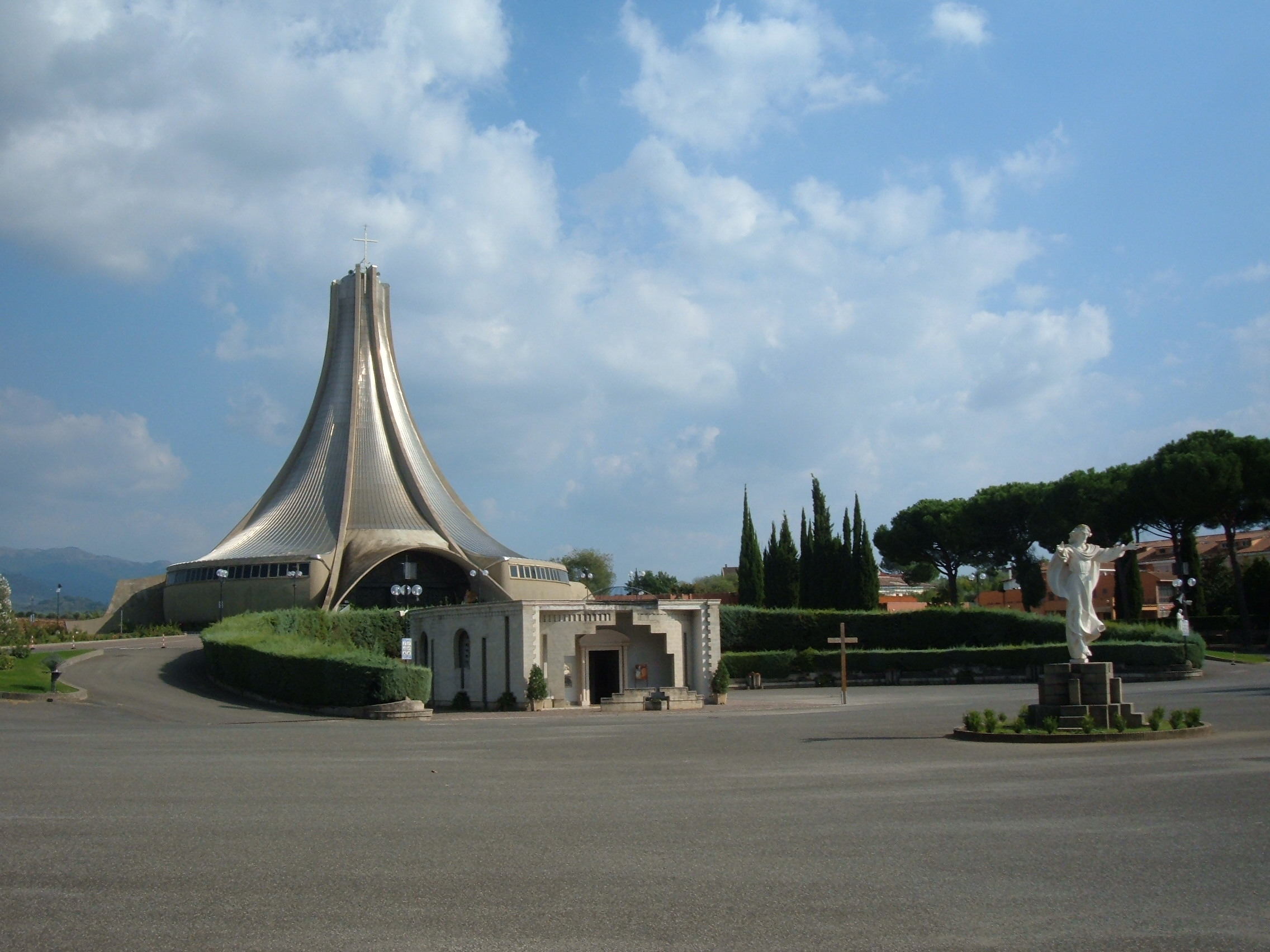
Santuario Nostra Signora di Fatima

Le chiese cattoliche di San Vittorino dipendono dalla diocesi di Tivoli.
- Chiesa di San Vittorino, sulla piazza del Castello Barberini. Chiesa medioevale. 41.91408°N 12.788301°E
- Chiesa di Santa Maria, su via di San Vittorino. Chiesa di inizio XVIII secolo. 41.915869°N 12.786253°E
- Santuario di Nostra Signora di Fátima a San Vittorino, su via di Ponte Terra. Santuario del XX secolo.
- Chiesa di San Michele Arcangelo, su via Monteprandone, in località Giardini di Corcolle. Chiesa del XX secolo (1997). 41.914171°N 12.726566°E
- Cimitero di San Vittorino, su via di San Vittorino. Cimitero del XX secolo. 41.921151°N 12.77933°E

### Siti archeologici
- Area archeologica di Gabii, su via Prenestina. Città latina dell'età repubblicana.
- Porta Neola, su via di San Vittorino. Ponte dell'età repubblicana. 41.923531°N 12.76127°E
- Villa dei Giardini di Corcolle, su via Spinetoli. Villa del III secolo a.C.[5]
- Villa di Quarto Cappello del Prete, in località Quarto Cappello del Prete. Villa del II-I secolo a.C.[6]
- Tratto della via Collatina antica con strutture di servizio, presso la rotonda di via Collatina con via Giovanni Cicali. 41.91273°N 12.65046°E
- Resti della chiesa di San Primo a Gabii. Chiesa dell'età imperiale. 41.887186°N 12.721199°E

Nel territorio si trovano anche numerose testimonianze di insediamenti umani dell'Età del rame.

### Aree naturali
- Parco Regionale/Demaniale Via Matelica, da via Matelica. 41.922545°N 12.726059°E
- Parco Luigi Mauro, da via Serra San Quirico e via Polverigi. 41.918612°N 12.726584°E
- Giardino Renata Tebaldi, da via Cantiano. 41.914224°N 12.731806°E

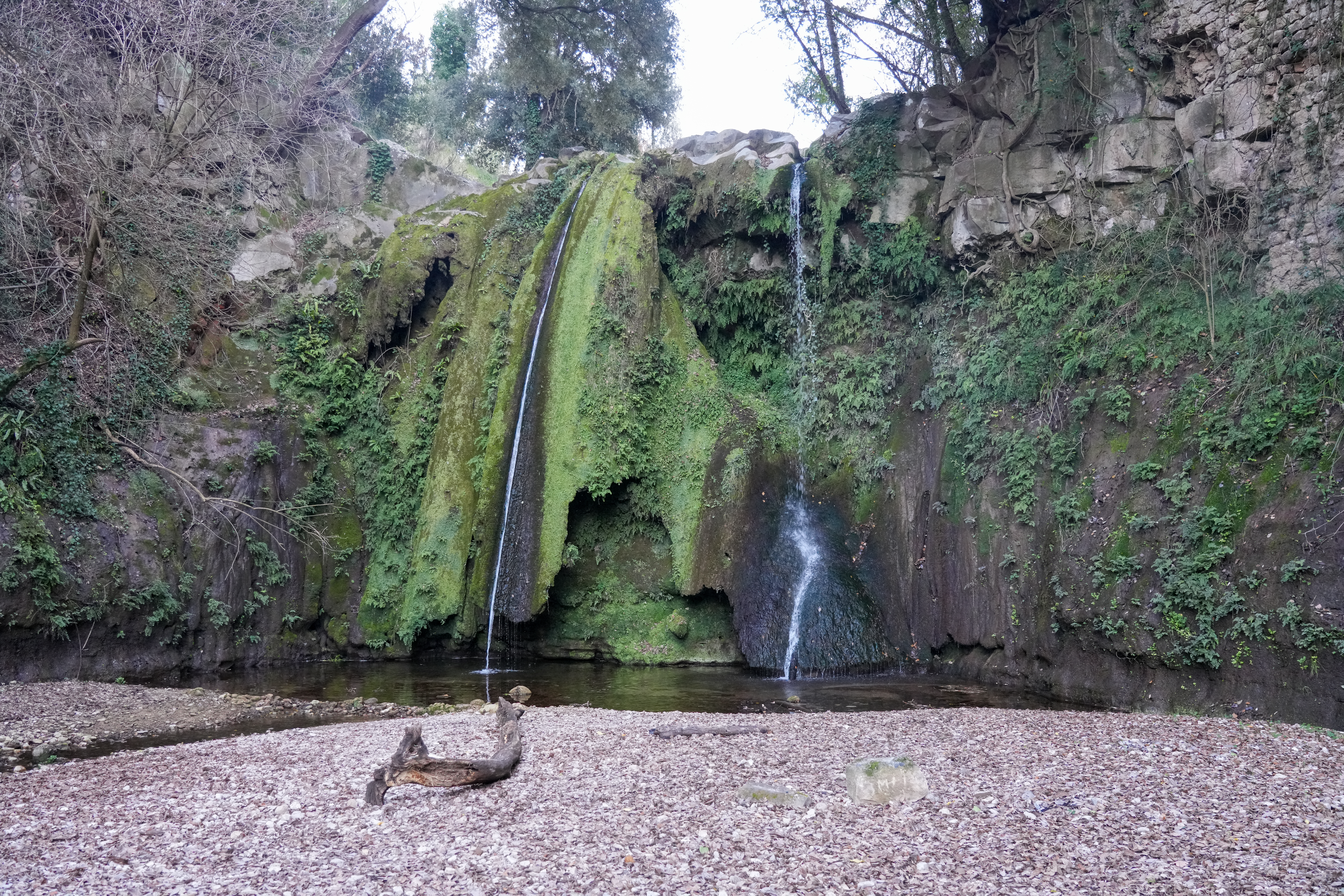
Cascatelle di San Vittorino

- Cascatelle di San VittorinoCascatelle di San Vittorino, da via della Mola 40.048345°N 18.131009°E

## Cultura
- Istituto comprensivo San Vittorino-Corcolle, su via Spinetoli. L'istituto comprende cinque scuole distribuite nel territorio di San Vittorino su tre edifici:
  - Scuola dell'Infanzia e Scuola primaria, su via Spinetoli.
  - Scuola secondaria di Primo Grado, su via Cantiano.
  - Scuola primaria e Scuola secondaria di Primo Grado, su via Crucis.

## Geografia antropica e popolazione
Il borgo di San Vittorino presenta tutte le caratteristiche sociologiche, culturali e storiche di un antico borgo o di un paese della campagna romana. L'ingresso della piazza storica è costituito da un suggestivo arco di tufo.
Importante centro religioso della zona è il Santuario di Nostra Signora di Fátima, costruito negli anni settanta ed inaugurato il 13 maggio 1979.
Nel borgo propriamente detto, la popolazione residente è pari a 479 abitanti, mentre gli stranieri sono pari a 38, in gran parte provenienti da paesi europei.

### Urbanistica
Oltre al borgo di San Vittorino, nel territorio della zona si estendono le frazioni di Roma Capitale di Corcolle, Giardini di Corcolle, Osa, Valle Castiglione, Fosso San Giuliano e Lunghezzina 2.